# Les Yeux dans les ténèbres
Pour plus de détails, voir Fiche technique et Distribution.
Les Yeux dans les ténèbres (Eyes in the Night) est un film d'espionnage américain réalisé par Fred Zinnemann, sorti en 1942.

## Synopsis
En 1942, Duncan « Mac » Maclain, un détective privé devenu aveugle, se fait aider par son assistant Marty et par son chien Friday. Une amie, Norma Lawry, lui demande d'intervenir pour mettre fin à la liaison entre Barbara, sa belle-fille, et un acteur bien plus âgé qu'elle, Paul Gerente. Lorsque celui-ci est assassiné, l'enquête de « Mac » le mène jusqu'à un réseau d'espionnage nazi...

## Fiche technique
- Titre : Les Yeux dans les ténèbres
- Titre original : Eyes in the Night
- Réalisation : Fred Zinnemann
- Scénario : Guy Trosper et Howard Emmett Rogers, d'après le roman The Odor of Violets de Baynard Kendrick
- Musique : Lennie Hayton et Daniele Amfitheatrof (non crédité)
- Directeurs de la photographie : Charles Lawton et Robert Planck
- Direction artistique : Cedric Gibbons et Stan Rogers (associé)
- Décors de plateau : Edwin B. Willis et Edward G. Boyle (associé)
- Montage : Ralph Winters
- Producteur : Jack Chertok (en)
- Société de production et de distribution : Metro-Goldwyn-Mayer
- Genre : Film policier
- Format : Noir et blanc
- Durée : 80 minutes
- Dates de sortie :
  - États-Unis : 16 octobre 1942 (première à New York)
  - France : 7 juin 1950

## Distribution
- Edward Arnold : Duncan « Mac » Maclain
- Ann Harding : Norma Lawry
- Donna Reed : Barbara Lawry
- Stephen McNally : Gabriel Hoffman
- Katherine Emery : Cheli Scott
- Allen Jenkins : Marty
- Stanley Ridges : Hansen, majordome des Lawry
- Reginald Denny : Stephen Lawry
- John Emery : Paul Gerente
- Rosemary DeCamp : Vera Hoffman, servante des Lawry
- Erik Rolf : Boyd
- Barry Nelson : M. Busch
- Reginald Sheffield : Victor
- Steven Geray : M. Anderson
- Mantan Moreland : Alistair, majordome de « Mac »
- Le chien Friday

Acteurs non crédités
- G. Raymond Nye : Hugo
- Milburn Stone : Pete, un détective
- Frank M. Thomas : Lieutenant de police
- Marie Windsor : Une actrice en répétition